# Grzegorz Jankowski (dziennikarz)
Grzegorz Jankowski (ur. 26 lipca 1969 w Warszawie) – polski dziennikarz radiowy, prasowy i telewizyjny, redaktor naczelny dziennika „Fakt” w latach 2003–2014. W latach 2019–2021 dyrektor programowy Superstacji.

## Życiorys
Studiował politologię na Uniwersytecie Warszawskim.
Pracę dziennikarską zaczął w serwisie radiowej „Trójki” w 1990, gdzie był depeszowcem. Później był sekretarzem redakcji w „Życiu Warszawy” (1993), a następnie w „Życiu”. W 2001 został zastępcą redaktora naczelnego tygodnika „Newsweek Polska”. W 2003 został redaktorem naczelnym nowo powstałego dziennika „Fakt”. Szefem tej gazety był przez niemal jedenaście lat, do 28 maja 2014. W latach 2006–2008 był wydawcą „Dziennika”. W maju 2016 roku nakładem Wydawnictwa The Facto ukazała się jego książka pt. „Fakt. Tak było naprawdę. Seks, afery, polityka”, w której opisał obraz polskiej elity politycznej i kulturalnej. W tym samym roku został felietonistą tygodnika „Do Rzeczy”, w którym pisał artykuły na tematy społeczne i polityczne. Od 2017 do grudnia 2023 prowadził poranne pasmo w Polskim Radiu 24. W marcu 2019 roku dołączył do grona gospodarzy audycji Debata Jedynki w Pierwszym Programie Polskiego Radia, a pół roku później, od września 2020 do grudnia 2023 był jednym z prowadzących poranną audycję Sygnały dnia, która była emitowana w tej samej stacji.
Od 2016 prowadził autorski program Polska w kawałkach Grzegorza Jankowskiego w Superstacji. Program śledziło średnio ok. 31 tys. telewidzów. Od stycznia do czerwca 2018 prowadził autorski program publicystyczny Dobry Wieczór Polsko w stacji Polsat News. Program śledziło ok. 120 tys. telewidzów. Od października 2018 do kwietnia 2019 prowadził program Polityka na ostro w stacji Polsat News na zmianę z Agnieszką Gozdyrą. Od kwietnia 2019 i ponownie od 1 marca 2021 do 15 listopada 2024 prowadził program Punkt Widzenia w stacji Polsat News. Od czerwca 2019 do lipca 2021 był dyrektorem programowym kanału telewizyjnego Superstacja. Od 7 marca 2020 prowadzi program Debata tygodnia w Polsat News. Od kwietnia 2020 do lutego 2021 prowadził na zmianę z Agnieszką Gozdyrą program Debata dnia. Od 18 listopada 2024 prowadzi program Punkt widzenia Jankowskiego. Od 1 lutego 2025 współprowadzi z Adaminą Sajkowską program Dobry Wieczór Polsko.

## Kontrowersje
W kwietniu 2006 po tym, jak w październiku 2005 „Fakt” opublikował tekst pt. „Ten zboczeniec jest wolny” na temat pedofilii, ilustrując go prawie 30 cm zdjęciem niewinnej osoby, powszechnie znanego w Koninie redaktora naczelnego „Przeglądu Konińskiego” Stanisława Piguły, Sąd Okręgowy w Warszawie nakazał redaktorowi naczelnemu dziennika „Fakt” Grzegorzowi Jankowskiemu przeproszenie Stanisława Piguły za naruszenie jego dobrego imienia oraz zasądził zadośćuczynienie w kwocie 100 tysięcy złotych. Stanisław Piguła postanowił przekazać całą kwotę zadośćuczynienia na opiekę paliatywną w Wojewódzkim Szpitalu Zespolonym w Koninie. Wyrok sądu I instancji został następnie podtrzymany przez sąd apelacyjny i Sąd Najwyższy, które nie znalazły podstaw do obniżenia zadośćuczynienia (czego domagał się Jankowski), bowiem wynagrodzenie redaktora naczelnego „Faktu” wynosiło wówczas 65 tysięcy złotych miesięcznie.

## Życie prywatne
Ma dwoje dzieci, syna i córkę. Wraz z drugą żoną – Moniką Lubowiecką-Jankowską – mieszka w Warszawie na Powiślu.
Jego syn Bogusz (ur. 1998) pracował w latach 2017–2024 w Telewizji Polskiej. Był tam researcherem serwisu informacyjnego „Wiadomości”, nadawanego przez TVP1, TVP Info i TVP Polonia. Z czasem w tym programie zaczęły pojawiać się także przygotowywane przez niego materiały, jak również w serwisach „Teleexpress” i „Teleexpress Extra”. Współtworzył również magazyn „Nie da się ukryć”, emitowany w TVP Info. Od 2024 tworzy materiały reporterskie dla serwisów informacyjnych Telewizji Republika, takich, jak: „Express Republiki” i „Express+”.